# Gros tilleul de Samoëns
Le Gros tilleul est un arbre remarquable français de l'espèce Tilleul à grandes feuilles situé à Samoëns (Haute-Savoie).

## Présentation
Planté au cœur du village, le Gros Tilleul domine, du haut de ses vingt mètres, la place du village. Il fait désormais partie du patrimoine local et reste aujourd'hui encore un lieu central de rencontres et des réunions septimontaines.
Il aurait été planté en 1438 pour célébrer deux évènements majeurs pour Samoëns :
1 - En 1431, le duc de Savoie Amédée VIII accorde aux habitants de Samoëns, en Faucigny, le droit de se réunir dans l’église à chaque Pentecôte pour élire quatre syndics permanents. Ceux-ci ont pour mission de défendre la communauté, de négocier en son nom et, d’une façon générale, de « faire toute chose nécessaire, comme il en existe dans ses autres bonnes villes ».
2 - le jugement d'Amédée VIII duc de Savoie, de restituer aux habitants de Samoëns les pâturages de Frétérolle, Chardonnière, Vigny et Cuidex qui appartenaient précédemment à l'abbaye d'Aulps. En cela, Samoëns se voit ainsi attribué un total de sept alpages, à l'origine du gentilé des habitants du village (septimontains).